# John Brungardt
John Balthasar Brungardt (ur. 10 lipca 1958 w Salinie, Kansas) – amerykański duchowny katolicki, biskup Dodge City w Kansas od 2011.

## Życiorys
Przyszedł na świat w rodzinie Francisa i Virginii. Ukończył m.in. Iowa State University, gdzie uzyskał dyplom z fizyki. Przez następne 13 lat był nauczycielem przedmiotów ścisłych i informatyki w różnych placówkach szkolnych. Jest przykładem tzw. spóźnionego powołania. Formację seminaryjną otrzymał w Kolegium Josephinum w Columbus, Ohio i w wieku 40 lat otrzymał święcenia kapłańskie w dniu 23 maja 1998 roku. Udzielił ich ówczesny ordynariusz Wichity Eugene Gerber. Pracował duszpastersko w diecezji Wichita m.in. jako kapelan, nauczyciel, dyrektor diecezjalnego Biura ds. Poszanowania Życia, a także jako kanclerz diecezji (od 2005 roku).
15 grudnia 2010 otrzymał nominację na biskupa diecezji Dodge City. Sakry udzielił mu metropolita Kansas City Joseph Naumann.